# 논현도서관
논현도서관은 서울특별시 강남구 소재의 도서관이다.